# Fönsterviva
Fönsterviva (Primula obconica) är en perennväxt i vivesläktet. Namnet obconica betyder "som en inverterad kon" och syftar på blompipens form.

## Utbredning
Fönsterviva växer i Kina, i bergsområdena Guangdong, Guizhou, Hubei, Sichuan och Yunnan. I övriga världen är den en omtyckt inomhusväxt eller ettårig trädgårdsväxt.

## Utseende och ekologi

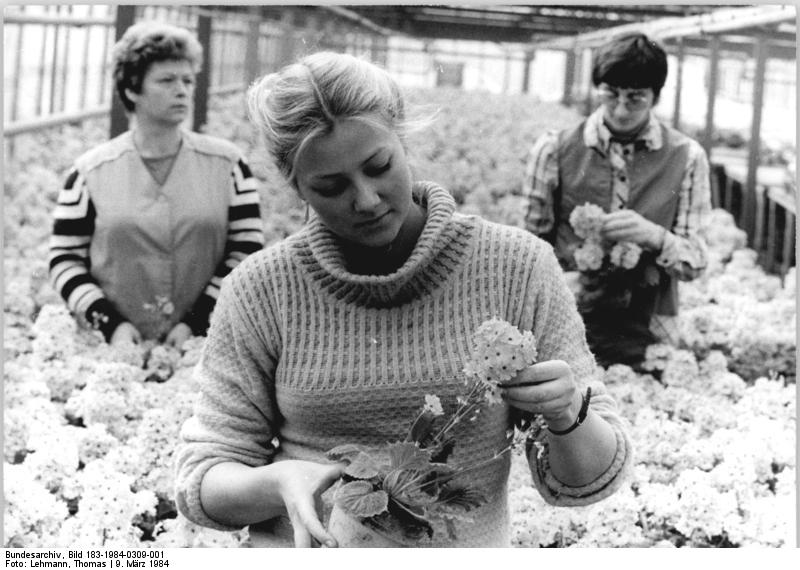
Odling av Primulor i Tyskland 1984.

Fönstervivan är en 2,5–25 centimeter hög ört (den stora variationen i höjd beror på växtplatsen). Den förekommer på cirka 1 000 meters höjd över havet i steniga, skuggiga marker och föredrar kalkberggrund. Vivan får stora (2,5–6 cm) blommor som i det vilda varierar från vitt genom rosa till ljuslila, med kontrastfärg runt mitten. Pipen är konisk och fönstervivan är likt andra vivor heterostyl med oliklånga stift och ståndare. Varje stjälk bär en flock med 5–10 blommor. Fodret är trattlikt och har korta flikar. De långskaftade bladen sitter i rosett från en jordstam, är runda och smått tandade. Hela växten är mycket hårig och har inget puder (vilket många andra vivor har). Frukten är en rund kapsel med kvarsittande foder. Den öppnas genom att väggarna faller sönder.

## Allergi mot fönsterviva
Trädgårdsmästare som handskas mycket med fönsterviva kan få primuladermatit, ett eksem. Fönstervivans blad och stjälkar är fulla av små glandelhår (körtelhår) som brister när man rör vid växten - och då släpper ut primulin och andra ämnen. De allergena ämnena är dock inte luftburna. Även vissna blad har kvar sina glandelhår. Primuladermatit kan uppstå fort och reaktionen kan bli kraftig, med blåsor och svullnad, redan vid andra beröringen.  Vissa odlade former har inga allergena ämnen.

## Variation inom arten
Några vilda former av fönstervivan har fått egna formella namn. Det finns också odlade namnsorter, som "Touch Me".
- P. obconica var. nigroglandulosa W. W. Smith & Fletcher
- P. obconica var. obconica
- P. obconica var. rotundifolia Franchet
- P. obconica var. werringtonensis (Forrest) W. W. Smith & Fletcher